# Zweden op het Eurovisiesongfestival 2015

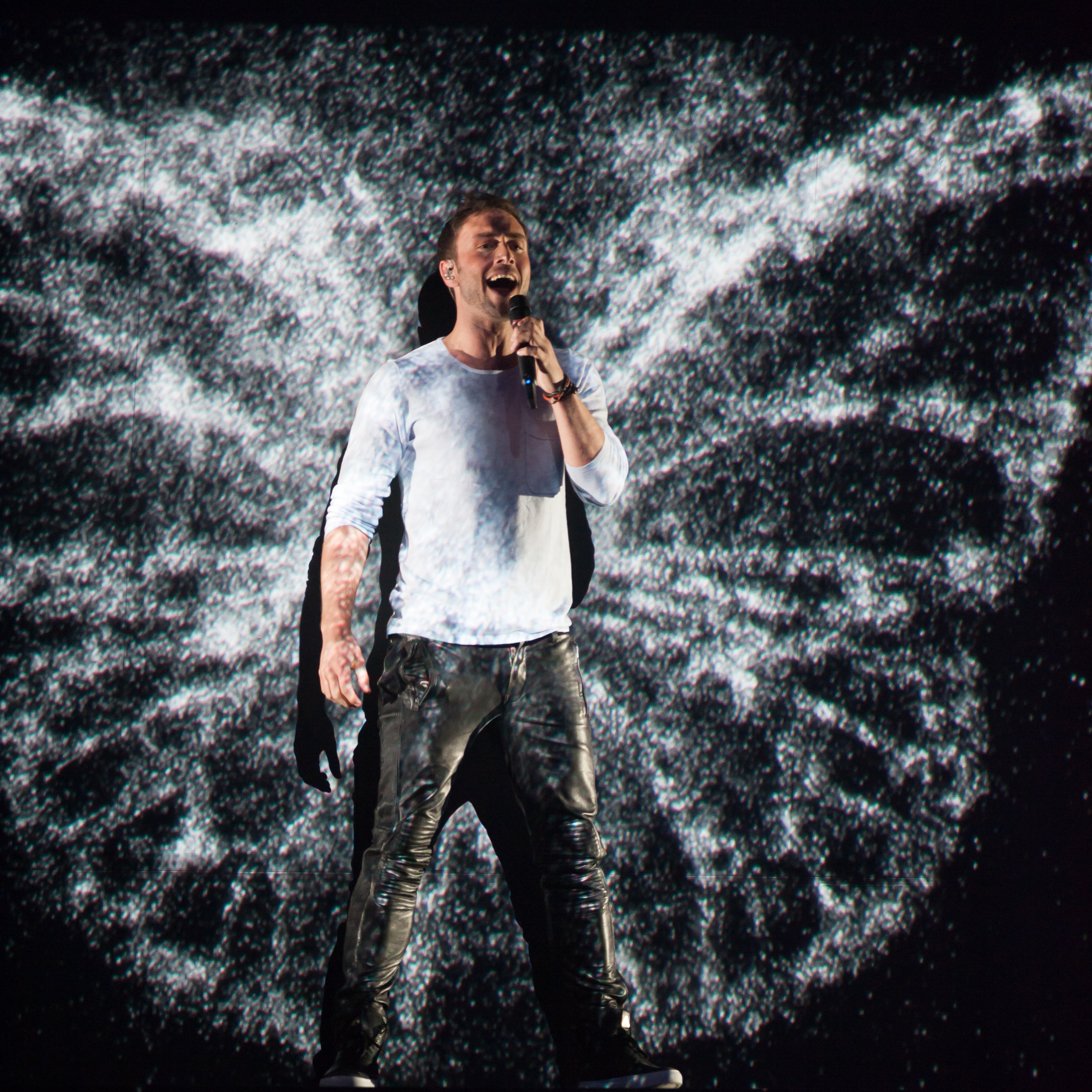
Måns Zelmerlöw op het Eurovisiesongfestival 2015

Zweden nam deel aan het Eurovisiesongfestival 2015 in Wenen, Oostenrijk. Het was de 55ste deelname van het land op het Eurovisiesongfestival. SVT was verantwoordelijk voor de Zweedse bijdrage voor de editie van 2015.

## Selectieprocedure

### Format
De Zweedse bijdrage voor het Eurovisiesongfestival 2015 werd naar jaarlijkse traditie gekozen via Melodifestivalen, dat aan zijn 54ste editie toe was. Enkel de eerste Zweedse bijdrage voor het festival, in 1958, werd niet via de liedjeswedstrijd verkozen. Sveriges Television wijzigde het format lichtjes in vergelijking met het voorgaande jaar. 28 nummers werden vertolkt in de vier halve finales, in plaats van de gebruikelijke 32. Het publiek kon per halve finale via televoting twee liedjes doorsturen naar de finale. Na een eerste stemronde gingen de vijf met de meeste stemmen door naar de tweede stemronde, zonder daarbij hun stemmen uit die ronde te verliezen. Na de tweede stemronde vloog de nummer 5 eruit; de nummers 3 en 4 gingen naar de tweedekansronde, en de nummers 1 en 2 stootten rechtstreeks door naar de finale. In de tweedekansronde namen de acht kandidaten het tegen elkaar op in duels, tot er nog vier artiesten overbleven. Deze vier mochten ook door naar de finale. In de finale werden de internationale vakjury's geïntroduceerd, die 50 % van de stemmen bepaalden. De rest werd bepaald door het publiek.
Geïnteresseerden kregen van 1 tot 15 september 2014 de tijd om een nummer in te zenden. Sveriges Television ontving in totaal 2.177 nummers, oftewel 451 minder dan een jaar eerder en het laagste aantal sedert 2002. Dertien artiesten werden uit deze open selectieprocedure geselecteerd, aangevuld met veertien artiesten die op uitnodiging deelnamen, en de winnaar van Svensktoppen Nästa, zijnde Kalle Johansson.

### Presentatoren en locaties
Eind november werden de deelnemende acts bekendgemaakt. Reeds op 29 september werd duidelijk dat de presentatie van Melodifestivalen 2015 werd toevertrouwd aan Sanna Nielsen en Robin Paulsson.
Het werd de veertiende editie van Melodifestivalen sinds er geopteerd werd voor een nationale preselectie die over meerdere halve finales, een tweedekansronde en een grote finale loopt. Zoals steeds werd elke show in een andere stad georganiseerd. De finale werd traditiegetrouw gehouden in hoofdstad Stockholm, en voor de derde keer op rij in de Friends Arena, een voetbalstadion dat tijdens de finale plaats biedt aan 27.000 toeschouwers. Hiermee was de finale van Melodifestivalen voor het derde jaar op rij de grootste nationale finale, en ook weer groter dan het eigenlijke Eurovisiesongfestival.

### Schema
| Datum            | Stad         | Plaats            | Ronde               |
| ---------------- | ------------ | ----------------- | ------------------- |
| 7 februari 2015  | Göteborg     | Scandinavium      | Eerste halve finale |
| 14 februari 2015 | Malmö        | Malmö Arena       | Tweede halve finale |
| 21 februari 2015 | Östersund    | Östersund Arena   | Derde halve finale  |
| 28 februari 2015 | Örnsköldsvik | Fjällräven Center | Vierde halve finale |
| 7 maart 2015     | Helsingborg  | Helsingborg Arena | Tweedekansronde     |
| 14 maart 2015    | Stockholm    | Friends Arena     | Finale              |

## Melodifestivalen 2015

### Eerste halve finale
7 februari 2015
| Plaats | Artiest                         | Lied                | Percentage |
| ------ | ------------------------------- | ------------------- | ---------- |
| 1      | Eric Saade                      | Sting               | 36,71 %    |
| 2      | Jessica Andersson               | Can't hurt me now   | 17,42 %    |
| 3      | Dolly Style                     | Hello hi            | 12,69 %    |
| 4      | Behrang Miri feat. Victor Crone | Det rår vi inte för | 12,18 %    |
| 5      | Elize Ryd & Rickard Söderberg   | One by one          | 10,58 %    |
| 6      | Molly Pettersson Hammar         | I'll be fine        | 6,77 %     |
| 7      | Daniel Gildenlöw                | Pappa               | 3,64 %     |

Gedetailleerde televoting
| Volgorde | Lied                | Stemronde 1 | Stemronde 2 | Totaal  |
| -------- | ------------------- | ----------- | ----------- | ------- |
| 1        | I'll be fine        | 82.807      | –           | 82.807  |
| 2        | Pappa               | 44.483      | –           | 44.483  |
| 3        | One by one          | 101.433     | 27.928      | 129.361 |
| 4        | Hello hi            | 138.255     | 16.961      | 155.216 |
| 5        | Det rår vi inte för | 140.374     | 8.606       | 148.980 |
| 6        | Can't hurt me now   | 187.686     | 25.279      | 212.965 |
| 7        | Sting               | 413.556     | 35.324      | 448.880 |

### Tweede halve finale
14 februari 2015
| Plaats | Artiest                          | Lied                     | Percentage |
| ------ | -------------------------------- | ------------------------ | ---------- |
| 1      | Mariette                         | Don't stop believing     | 21,05 %    |
| 2      | Magnus Carlsson                  | Möt mig i Gamla stan     | 19,98 %    |
| 3      | Samir & Viktor                   | Groupie                  | 19,96 %    |
| 4      | Linus Svenning                   | Forever starts today     | 16,52 %    |
| 5      | Neverstore                       | If I was God for one day | 11,17 %    |
| 6      | Emelie Irewald                   | Där och då med dig       | 5,66 %     |
| 7      | Marie Bergman & Sanne Salomonsen | Nonetheless              | 5,65 %     |

Gedetailleerde televoting
| Volgorde | Lied                     | Stemronde 1 | Stemronde 2 | Totaal  |
| -------- | ------------------------ | ----------- | ----------- | ------- |
| 1        | Forever starts today     | 357.113     | 36.156      | 393.269 |
| 2        | Där och då med dig       | 134.638     | –           | 134.638 |
| 3        | Groupie                  | 455.225     | 19.958      | 475.183 |
| 4        | If I was God for one day | 253.725     | 12.227      | 265.952 |
| 5        | Nonetheless              | 134.427     | –           | 134.427 |
| 6        | Möt mig i Gamla stan     | 441.477     | 34.140      | 475.617 |
| 7        | Don't stop believing     | 472.908     | 28.219      | 501.127 |

### Derde halve finale
21 februari 2015
| Plaats | Artiest              | Lied               | Percentage |
| ------ | -------------------- | ------------------ | ---------- |
| 1      | Jon Henrik Fjällgren | Jag är fri         | 23,27 %    |
| 2      | Isa                  | Don't stop         | 18,11 %    |
| 3      | Andreas Weise        | Bring out the fire | 15,75 %    |
| 4      | Kristin Amparo       | I see you          | 14,49 %    |
| 5      | Ellen Benediktson    | Insomnia           | 10,43 %    |
| 6      | Kalle Johansson      | För din skull      | 9,14 %     |
| 7      | Andreas Johnson      | Living to die      | 8,81 %     |

Gedetailleerde televoting
| Volgorde | Lied               | Stemronde 1 | Stemronde 2 | Totaal  |
| -------- | ------------------ | ----------- | ----------- | ------- |
| 1        | Insomnia           | 288.995     | 9.768       | 298.763 |
| 2        | För din skull      | 261.572     | –           | 261.572 |
| 3        | Bring out the fire | 419.346     | 31.577      | 450.923 |
| 4        | Living to die      | 252.280     | –           | 252.280 |
| 5        | Don't stop         | 499.426     | 18.978      | 518.404 |
| 6        | I see you          | 395.936     | 19.074      | 415.010 |
| 7        | Jag är fri         | 593.601     | 72.716      | 666.317 |

### Vierde halve finale
28 februari 2015
| Plaats | Artiest             | Lied                  | Percentage |
| ------ | ------------------- | --------------------- | ---------- |
| 1      | Måns Zelmerlöw      | Heroes                | 30,00 %    |
| 2      | JTR                 | Building it up        | 15,01 %    |
| 3      | Hasse Andersson     | Guld och gröna skogar | 14,75 %    |
| 4      | Dinah Nah           | Make me (la la la)    | 14,24 %    |
| 5      | Caroline Wennergren | Black swan            | 11,05 %    |
| 6      | Annika Herlitz      | Ett andetag           | 8,81 %     |
| 7      | Midnight Boy        | Don't say no          | 6,14 %     |

Gedetailleerde televoting
| Volgorde | Lied                  | Stemronde 1 | Stemronde 2 | Totaal  |
| -------- | --------------------- | ----------- | ----------- | ------- |
| 1        | Don't say no          | 157.793     | –           | 157.793 |
| 2        | Black swan            | 252.405     | 31.787      | 284.192 |
| 3        | Building it up        | 378.312     | 7.590       | 385.902 |
| 4        | Guld och gröna skogar | 339.263     | 40.042      | 379.305 |
| 5        | Make me (la la la)    | 356.640     | 9.438       | 366.078 |
| 6        | Ett andetag           | 226.388     | –           | 226.388 |
| 7        | Heroes                | 712.652     | 58.771      | 771.423 |

### Tweedekansronde
7 maart 2015

#### Duel 1
| Plaats | Artiest        | Lied                 | Percentage |
| ------ | -------------- | -------------------- | ---------- |
| 1      | Linus Svenning | Forever starts today | 56,89 %    |
| 2      | Andreas Weise  | Bring out the fire   | 43,11 %    |

#### Duel 2
| Plaats | Artiest         | Lied                  | Percentage |
| ------ | --------------- | --------------------- | ---------- |
| 1      | Hasse Andersson | Guld och gröna skogar | 57,62 %    |
| 2      | Kristin Amparo  | I see you             | 42,38%     |

#### Duel 3
| Plaats | Artiest     | Lied               | Percentage |
| ------ | ----------- | ------------------ | ---------- |
| 1      | Dinah Nah   | Make me (la la la) | 56,45 %    |
| 2      | Dolly Style | Hello hi           | 43,55 %    |

#### Duel 4
| Plaats | Artiest                         | Lied                | Percentage |
| ------ | ------------------------------- | ------------------- | ---------- |
| 1      | Samir & Viktor                  | Groupie             | 67,84 %    |
| 2      | Behrang Miri feat. Victor Crone | Det rår vi inte för | 32,16 %    |

#### Gedetailleerde televoting
| Volgorde   | Lied                  | Stemmen |
| ---------- | --------------------- | ------- |
| 1 (Duel 1) | Bring out the fire    | 402.521 |
| 2 (Duel 1) | Forever starts today  | 531.109 |
| 1 (Duel 2) | Guld och gröna skogar | 599.724 |
| 2 (Duel 2) | I see you             | 441.015 |
| 1 (Duel 3) | Hello hi              | 404.960 |
| 2 (Duel 3) | Make me (la la la)    | 524.887 |
| 1 (Duel 4) | Det rår vi inte för   | 297.739 |
| 2 (Duel 4) | Groupie               | 628.022 |

### Finale
14 maart 2015
| Plaats | Artiest              | Lied                  | Jury | Publiek | Totaal |
| ------ | -------------------- | --------------------- | ---- | ------- | ------ |
| 1      | Måns Zelmerlöw       | Heroes                | 122  | 166     | 288    |
| 2      | Jon Henrik Fjällgren | Jag är fri            | 51   | 88      | 139    |
| 3      | Mariette             | Don't stop believing  | 74   | 28      | 102    |
| 4      | Hasse Andersson      | Guld och gröna skogar | 10   | 68      | 78     |
| 5      | Eric Saade           | Sting                 | 48   | 29      | 77     |
| 6      | Linus Svenning       | Forever starts today  | 41   | 18      | 59     |
| 7      | Isa                  | Don't stop            | 38   | 18      | 56     |
| 8      | Samir & Viktor       | Groupie               | 29   | 20      | 49     |
| 9      | Magnus Carlsson      | Möt mig i Gamla stan  | 10   | 18      | 28     |
| 10     | JTR                  | Building it up        | 21   | 4       | 25     |
| 11     | Jessica Andersson    | Can't hurt me now     | 15   | 8       | 23     |
| 12     | Dinah Nah            | Make me (la la la)    | 14   | 8       | 22     |

#### Gedetailleerde puntentelling
In de finale hadden de televoters slechts de helft van de uitslag in handen, de andere helft werd bepaald door de jury. Er waren elf internationale jury's die elk 12, 10, 8, 6, 4, 2 en 1 punt mochten geven aan hun zeven favoriete liedjes. In totaal waren dit 473 punten. De andere helft werd door het Zweedse publiek bepaald: het percentage stemmen correspondeerde hier met een gelijk percentage van 473 punten. Een liedje met precies 10% van de stemmen, kreeg dus (afgerond) 47 punten.
Måns Zelmerlöw kreeg van negen van de elf jury's de maximale score. Ook bij het publiek was Zelmerlöw favoriet, hij kreeg meer dan een derde van de stemmen.
Puntentelling jury
| Volgorde | Lied                  | Est. | Mlt. | Arm. | Fra. | Isr. | Svn. | Cyp. | Bel. | V.K. | Ned. | Oos. | Totaal |
| -------- | --------------------- | ---- | ---- | ---- | ---- | ---- | ---- | ---- | ---- | ---- | ---- | ---- | ------ |
| 1        | Groupie               |      | 8    |      |      |      |      | 4    | 10   | 1    | 6    |      | 29     |
| 2        | Building it up        | 6    |      |      | 6    | 1    |      |      | 8    |      |      |      | 21     |
| 3        | Make me (la la la)    |      | 10   |      |      | 2    |      | 1    |      |      | 1    |      | 14     |
| 4        | Jag är fri            | 2    |      | 8    | 8    |      | 1    |      | 4    | 12   | 8    | 8    | 51     |
| 5        | Can't hurt me now     |      | 6    | 4    | 1    |      | 4    |      |      |      |      |      | 15     |
| 6        | Heroes                | 12   | 12   | 12   | 12   | 6    | 12   | 12   | 12   | 8    | 12   | 12   | 122    |
| 7        | Forever starts today  | 4    |      | 2    | 2    | 4    | 6    | 6    | 1    | 6    |      | 10   | 41     |
| 8        | Don't stop            | 10   | 2    |      |      |      | 8    |      |      | 10   | 4    | 4    | 38     |
| 9        | Möt mig i Gamla stan  |      |      | 1    |      |      |      | 8    |      |      |      | 1    | 10     |
| 10       | Sting                 | 1    | 1    | 10   | 4    | 10   |      | 2    | 6    | 2    | 10   | 2    | 48     |
| 11       | Don't stop believing  | 8    | 4    | 6    | 10   | 12   | 10   | 10   | 2    | 4    | 2    | 6    | 74     |
| 12       | Guld och gröna skogar |      |      |      |      | 8    | 2    |      |      |      |      |      | 10     |

Puntentelling publiek
| Volgorde | Lied                  | Stemmen | Percentage | Totaal |
| -------- | --------------------- | ------- | ---------- | ------ |
| 1        | Groupie               | 65.927  | 4,24 %     | 20     |
| 2        | Building it up        | 14.236  | 0,92 %     | 4      |
| 3        | Make me (la la la)    | 28.094  | 1,81 %     | 8      |
| 4        | Jag är fri            | 288.964 | 18,58 %    | 88     |
| 5        | Can't hurt me now     | 25.721  | 1,65 %     | 8      |
| 6        | Heroes                | 545.601 | 35,07 %    | 166    |
| 7        | Forever starts today  | 57.838  | 3,72 %     | 18     |
| 8        | Don't stop            | 60.213  | 3,88 %     | 18     |
| 9        | Möt mig i Gamla stan  | 59.811  | 3,84 %     | 18     |
| 10       | Sting                 | 69.237  | 6,19 %     | 29     |
| 11       | Don't stop believing  | 90.749  | 5,83 %     | 28     |
| 12       | Guld och gröna skogar | 222.166 | 14,28 %    | 68     |

## In Wenen

Punten aan Zweden in 2015

Zweden trad in Wenen in de tweede halve finale op donderdag 21 mei aan. Måns Zelmerlöw trad als dertiende van de zeventien landen aan, na María Ólafsdóttir uit IJsland en voor Mélanie René uit Zwitserland. Zweden werd eerste met 217 punten, waarmee het doorging naar de finale op 23 mei.
In de finale trad Zweden als tiende van de 27 acts aan, na Mørland & Debrah Scarlett uit Noorwegen en voor Giannis Karagiannis uit Cyprus. Zweden eindigde als eerste met 365 punten. Het was de zesde Zweedse songfestivaloverwinning in de geschiedenis.